# 다카하마정 (이바라키현)
다카하마정(高浜町)은 이바라키현 니하리군에 일찍이 존재했던 정이다. 현재의 이시오카시 동부에 해당한다.

## 역사
- 1889년 4월 1일 - 정촌제 시행에 의해 기타네모토촌, 나카쓰가와촌, 히가시오바시촌, 히가시다나카촌, 고이도촌, 다카하마촌이 합병해 성립하였다.
- 1953년 11월 16일 0 이시오카정에 편입해, 동일 다카하마정은 폐지되었다.

## 인구
| 1891년 | 2,770 |
| 1909년 | 3,262 |
| 1920년 | 3,384 |
| 1935년 | 3,270 |
| 1950년 | 4,358 |

## 교통

### 철도
- 일본국유철도 ( →동일본 여객철도) 미토선

또한 1924년에는 인근 다마리촌에 가시마산구 철도의 신타카하마역이 개업했다(2007년 철도역으로서는 폐역).

## 참고문헌
- 石岡市史編さん委員会編『石岡市史 下巻』、石岡市、1985年
- 角川日本地名大辞典編纂委員会『角川日本地名大辞典 8 茨城県』、角川書店、1983年 ISBN 4040010809